# Walkabout (ritueel)
Een walkabout is een traditionele tocht waarbij Aboriginals - individueel of in groep - honderden kilometers afleggen in de wildernis. Dergelijke tochten worden vaak beschouwd als een overgangsritueel voor jongeren, maar Aboriginals van alle leeftijden en van beide geslachten gaan op walkabout.
De concepten Droomtijd, zanglijnen en walkabout zijn nauw met elkaar verbonden. Zanglijnen zijn liederen die mondeling overgeleverd worden en een beschrijving geven van de tochten die totems tijdens de mythische Droomtijd aflegden. Tegelijkertijd zijn zanglijnen concrete routes: de totems lieten tijdens hun tocht sporen na in de vorm van concrete topografische herkenningspunten. Het zijn deze zanglijnen die opeenvolgende generaties tijdens walkabouts volgen. In de Aboriginalcultuur gaat men er immers vanuit dat men de Droomtijd niet alleen kan bereiken door te beschikken over esoterische kennis van de zanglijnen, maar dat men de Droomtijd ook echt kan ervaren door op walkabout te gaan en de zanglijnen te volgen.